# Plöcken-hágó

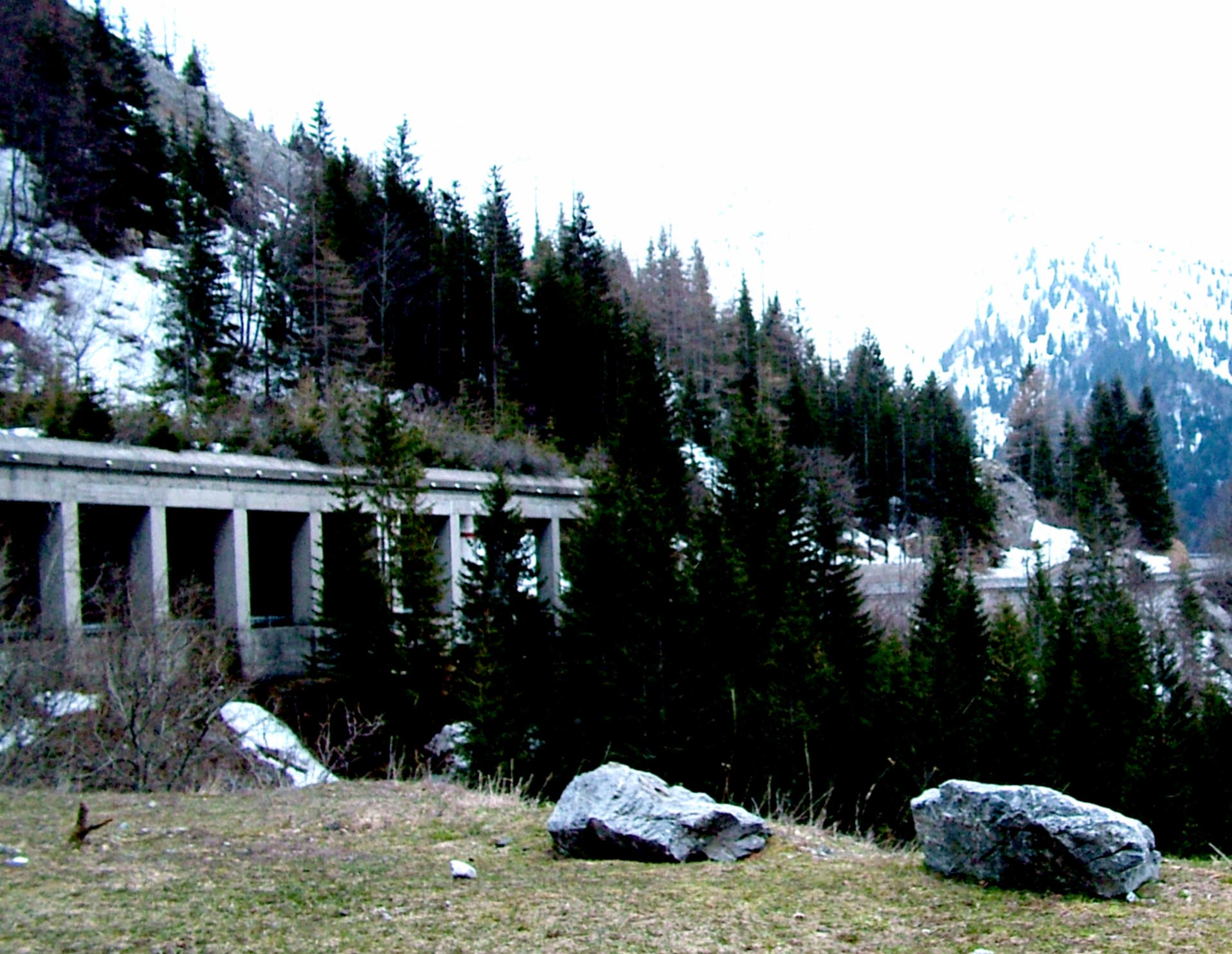
A déli hágóúton

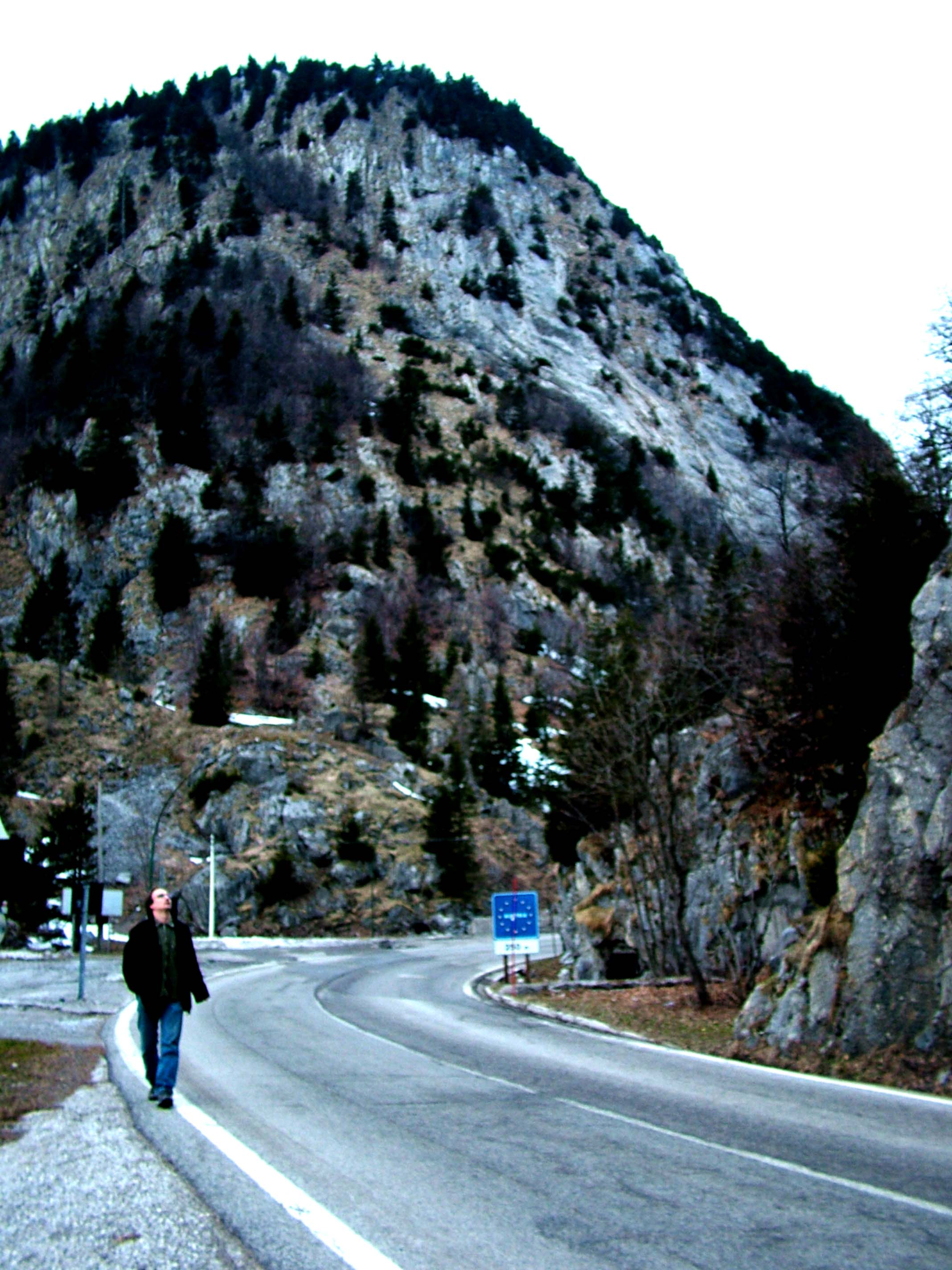
Az osztrák (északi) hágóúton

A Plöcken-hágó (1357 m) (német: Plöckenpass, olasz: Passo di Monte Croce Carnico) egy a Karni-Alpokban található közúti hágó elnevezése, amely az ausztriai Gail-völgyi Kötschach-Mauthentől az olasz Friaul-tartományban levő Timau felé vezető közúton található. Az útvonal déli irányban Tolmezzo és Udine felé halad. A hágó közelében található a Karni Alpok legmagasabb pontjának számító Hohe Warte (Magas várta) nevű magaslat.

## Története
A Plöcken-hágó elnevezés egészen újkeletű. A középkorban még Monte Crucis-nak hívták, ami németül Kreuzberg, ez (magyarul a Golgotha-hegynek fordítható). A Plöcken-hágótól északra levő „Gurnia“ lelőhelyen talált leletekből arra következtethetünk, hogy a hágót legalábbis már a vaskorban - vagy feltehetően esetleg már korábban, a bronzkor idején is - használták. Majd amikor a rómaiak is használatba vették az itt haladó ősi málhásutat (Saumweg), azt teljesen újjáépítették. A Plöcken-hágóúton tulajdonképpen két hágó található. Amikor is a délről jövő utazó már átlépte a Plöcken hágót és megérkezik a felső-Gail-völgybe, akkor még egy 982 méter magasra hágó emelkedőt, a Gailberg-hágót, (Gailberg-nyerget) is meg kell járnia, hogy ha a távoli északon fekvő Magas-Tauern nagy magasságban fekvő hágóihoz akar eljutni.

### A római kor
Mindkét hágó közös története messze benyúlik a történelmi múltba, még mielőtt a rómaiak a mindkét hágón áthaladó utat kiépítettek volna. Ez a római Via Iulia Augusta nyugati szakaszát képezi, vagyis annak az útnak, amelyik Velence és Raetia, illetve Noricum tartományokkal közvetlen összeköttetést biztosított. Az út keleti változata a Saifnitzi-nyergen (Camporosso) át haladt, ami tulajdonképpen a Plöcken-hágónak egy elkerülő útját képezi, s ezt jobban ki is építették. A Plöcken-útvonalat Tiberius légiói építették ki, röviddel időszámításunk kezdete után, s Augustus leányáról kapta az elnevezését. Erre egy, a hágón található, 373-ból származó kőtábla felirata emlékeztet, mely szerint az ősi málhásút 1,5 méter széles volt, amelyen „…ahol egy kocsi és egy málhásállat szembetalálkozott, a sziklafal meggátolta a továbbhaladást”…. További sziklafeliratok arról adnak tájékoztatást hogy a két császár, Valentinianus és Valens is veszélyes helynek, baleset-okozónak minősítették. A Plöcken déli rámpájánál található Zuglióban, a templomban két emléktábla látható, melyek a kelet-tiroli kelta törzsek és a velenceiek e helyhez kötődő kapcsolatára utalnak. Egy félig-meddig megrongálódott felirat az útvonal Cézár-kori átépítéséről ad hírt.

### A középkorban
A rómaiak korát követő időkben a Plöckenen áthaladó útvonal továbbra is rendszeresen működött. A 6. században mint egy sokat használt, jól járható útvonalként jellemzik. Olyannak, mint amit a korábbi két évszázadban nem kellett felújítani, ami azt jelenti, hogy a rómaiak korukban az útvonalat ilyen jó minőségben építették meg. Annak ellenére, hogy a hágóutat a következő században sem renoválták, az továbbra is jól használható maradt.
Az egész középkor idején folyamatosan használt útvonalat jelentett, s a késő középkorban - amikor a kereskedelmi közlekedés (áruforgalom) megnövekedett - ezzel együtt a Plöcken-hágó jelentősége is megnőtt. A görzi grófság, amely ebből a forgalomból direkt és indirekt módon is profitált, vezető szerepet töltött be az útvonal-használat szabályozásában is. Ezt a célt szolgálta az 1300-ban kiadott gelaitum ex ista parte Montis Crucis.

### Az újkorban
Egészen a 19. század végéig a Plöcken-hágó csupán kétkerekű kordékkal (Karrer) volt használható, ekkor fejlesztették olyannyira hogy társzekerekkel és kocsikkal is használható legyen.
Az első világháború idején a Plöcken-hágó igen gyorsan háborús helyszínné vált, az osztrák-magyar és az itáliai front részeként. A Karni Alpok hegyi átjárójának birtoklásáért a küzdelmek itt hihetetlen hevességgel lángoltak fel, a helyszínnek mindkét háborús fél részéről fontosnak ítélt taktikai és operációs jelentősége miatt. Karintiai elit-alakulatok folytattak itt elkeseredett védelmi küzdelmeket az itáliai Alpini -egységekkel. Ezek ugyanúgy mint korábban - 1809-ben - a franciák, megpróbáltak behatolni a Gail-völgybe, amely az ellenállás miatt azonban teljesen sikertelenül végződött. Ugyanúgy jártak az olaszok is, akik kisebb jelentőségű hegycsúcsokat és hágókat - mint a Wolayer-Passt és a Seekopf-csúcsot - ugyan időlegesen megszállták. Mint más helyszíneken, ugyanúgy itt is megszilárdultak a frontok és állóháború bontakozott ki. Mindkét oldalon megkezdték kiépíteni, majd megerősíteni az állásokat. Számtalan bunker-létesítményt, állásokat és ösvényeket alakítottak ki a hegyekben, melyeknek egy jó része még mára is megtekinthető maradt. A völgyben számtalan ösvényt létesítettek a frontvonalak állásaihoz szállítandó utánpótlás céljára.
Manapság egy Plöckenpass-Museum található, melyben a csatahely valamennyi építménye helyszínrajzon látható, s a harcokra emlékeztető kiállítási tárgyak vannak. Továbbá a Heldenfriedhof am Plöcken hősi temető található az osztrák oldali érkező útszakaszon. A katonáknak csak kétharmada esett el a harci-cselekmények, fegyveres beavatkozás, célzott lövések által. Egy egész harmaduk lavinák áldozatává vált. A hajdani erődítmény-építmények és bunkerek maradványai ma is megtekinthetők, mint a keleti irányban fekvő Kleinen Pal területen. Ezeket a háborús reliktumokat 1983 óta a Verein der Dolomitenfreunde egyesület gondozza. A hősi temető térségében két emlékhely is található: Dr Heinrich Koban, Dr Ernst Steinwender bronz relief-feliratokként (lásd a fotók közt).
A Plöcken-hágói kegyetlen helyi harcok következtében maga a helyszín hosszú időkig nem volt járható. Miután azonban 1926-ban az első helyreállítási munkák megkezdődtek (s 1938-ra az olaszországi teljes hágó-rámpa nagyrészt helyreállításra került, illetve részben teljesen új épült. Az ausztriai részek helyreállítása némileg később szintén befejeződött.

### Napjainkban
Még csak tervekben látható a Felbertauern-Strasse meghosszabbítása, egy 7,8 kilométeres bázisalagúttal, amelynek északi portálja a Plöcken-hágótól mintegy 6 kilométerre keletebbre lenne.
A Plöcken-hágó alatt régóta található még egy másik fontos alagút is, a TAL Pipeline (olaj-csővezeték) néven, amely Trieszt kikötőt Ingolstadttal kapcsolja össze, s ez a szállító-vezeték a Németország és a Közel-Kelet olajszállító országai közti szállítási távolságot jelentősen lecsökkenti.